# الانتخابات العامة في فيجي 2022
أجريت الانتخابات العامة في فيجي في 14 ديسمبر 2022 لانتخاب 55 عضوًا في برلمان فيجي.
جرت الانتخابات بعد إقرار تعديلات انتخابية مثيرة للجدل. بالإضافة إلى الاقتصاد المتعثر، تضمنت القضايا المهمة للحملة الانتخابية الدين الوطني والتوترات العرقية ومعالجة الفقر.

## تمهيد
أصبح فرانك بينيماراما رئيسًا للوزراء في عام 2007 بعد أن قاد انقلاب عام 2006. أسس باينيماراما حزب "فيجي أولا FijiFirst" في عام 2014 وكان رئيس الوزراء بالإنابة حتى فوز حزبه في الانتخابات العامة في ذلك العام. أسفرت الانتخابات العامة لعام 2018 عن خسارة حزب فيجي أولًا لخمسة مقاعد مع الاحتفاظ بالأغلبية البرلمانية والبقاء في موقعه كحكومة أغلبية. استمر الحزب الاشتراكي الديمقراطي الليبرالي (سوديلبا SODELPA)، الذي حصل على ستة مقاعد، كمعارض بينما احتفظ حزب الفيدرالية الوطني (NFP) بمقاعده الثلاثة.
انتخب مجلس إدارة حزب SODELPA فيليام جافوكا لقيادة الحزب في نوفمبر 2020، ليحل محل رئيس الوزراء السابق سيتيفيني رابوكا. تعهد رابوكا بالبقاء منضما إلى الحزب، إلا أنه في ديسمبر من ذلك العام، استقال من منصب زعيم المعارضة ومن البرلمان. وترك رابوكا فيما بعد حزب سوديلبا وأسس حزب تحالف الشعب في أغسطس 2021، والذي جرى تسجيله في الشهر التالي.
وافق المشرف على الانتخابات على تسجيل ثلاثة أحزاب جديدة في عام 2022 إضافة إلى حزب تحالف الشعب؛ وهي حزب كل الشعب، بقيادة تولوما توتاني تاوايفونا، وحزب الجيل الجديد، بقيادة فريدريك كاتايواي، وحزب نحن نَتحِد فيجي، بقيادة جولام فوسيلاجي.
أعلن رئيس الوزراء فرانك باينيماراما في 30 أكتوبر 2022 أن الانتخابات ستُجرى في 14 ديسمبر 2022، عندما زار الرئيس ويليام كاتونيفيري. كما نصح رئيس الجمهورية بحل البرلمان. أصدر الرئيس بعد ذلك أمر الانتخاب للجنة الانتخابات وفقًا للمادة 59 (1) من الدستور.

## النظام الانتخابي
يجري انتخاب أعضاء برلمان فيجي من دائرة انتخابية واحدة على الصعيد الوطني عن طريق التمثيل النسبي للقائمة المفتوحة مع عتبة انتخابية بنسبة 5 ٪. يجري تخصيص المقاعد باستخدام طريقة هوندت.
يمكن للأحزاب السياسية المسجلة وفقًا لقانون الأحزاب السياسية لعام 2013 أن تسمي مرشحين حزبيين لخوض الانتخابات العامة. يجب ألا يزيد العدد الإجمالي لمرشحي الحزب عن إجمالي عدد المقاعد في البرلمان. يمكن للمرشحين المستقلين أيضًا خوض الانتخابات العامة.

### الناخبون
يحق لجميع المواطنين الذين تبلغ أعمارهم 18 عامًا فما فوق التصويت. التصويت ليس إلزامياً، وعند التسجيل يحصل الناخبون على "بطاقة التصويت". يجوز للناخبين اختيار موقع الاقتراع المفضل لديهم عند التسجيل ولكن لا يُسمح لهم إلا بالإدلاء بأصواتهم في المكان الذي يختارونه. أدلى سكان المناطق النائية، بما في ذلك المرتفعات والجزر الخارجية، بأصواتهم خلال الأسبوع الذي سبق الانتخابات. يقدم موظفو الاقتراع المساعدة للناخبين الأميين، بينما يتمتع الناخبون المعاقون بخيار تلقي المساعدة من الناخب المسجل. تظل عملية التسجيل للمواطنين مفتوحة حتى اليوم الذي يصدر فيه الرئيس الأمر الانتخابي. يجوز للناخبين غير القادرين على السفر إلى مركز الاقتراع في يوم الانتخابات أن يدلوا بأصواتهم عبر البريد مسبقًا. يُسمح لمواطني فيجي المقيمين في الخارج، إلى جانب المقيمين الذين لن يكونوا حاضرين في فيجي يوم الانتخابات، بالتصويت بالبريد. التصويت بالبريد مفتوح أيضًا للأفراد الذين يعانون من مرض خطير، أو لديهم التزامات وظيفية، وأولئك الذين لديهم دوافع دينية والأفراد المحتجزين.

### التغييرات الانتخابية
يزيد هذا البرلمان أربعة مقاعد إضافية عن البرلمان السابق. قال رئيس اللجنة الانتخابية سوريش شاندرا إن زيادة المقاعد من 51 إلى 55 يتماشى مع المادة 54 من الدستور.
أقر البرلمان تعديلاً انتخابياً في عام 2021 لم يسمح للناخبين بالتسجيل في القوائم الانتخابية إلا باستخدام أسماء مواليدهم. ادعى المدعي العام أياز سيد خيوم أن مشروع القانون كان حيويًا لمساعدة مكتب الانتخابات الفيجي (FEO) عند تحديد الناخبين المتوفين لشطبهم من السجل الانتخابي وتأكيد جنسية الناخبين. ومع ذلك، حذر الأستاذ جون فراينكل من جامعة فيكتوريا من أن التعديل قد يؤدي إلى حرمان بعض الناخبين من حق التصويت، وخاصة النساء المتزوجات اللائي تستخدمن لقب أزواجهن.
في 2 سبتمبر 2022، أقر مجلس النواب تعديلاً مثيراً للجدل من شأنه أن يزيد من سلطة المشرف على الانتخابات، ويسمح لهم بالحصول على وثائق عن أي مواطن لأي سبب من الأسباب. أثار مشروع القانون انتقادات من جمعية القانون في فيجي (FLS) وأحزاب المعارضة، بما في ذلك حزبي SODELPA وNFP. وحذر رئيس جمعية القانون من أن التعديل سيسمح فقط للمواطنين باستئناف القرارات التي يتخذها المشرف على الانتخابات أمام المفوضية الانتخابية وسيقوض خصوصية المواطنين والامتيازات المهنية القانونية. وقال زعيم حزب NFP بيمان براساد إن الصلاحيات التي يمنحها القانون تجعل المشرف على الانتخابات "مثل الإله" وطالب بسحب مشروع القانون. وانتقد المدعي العام سيد خيوم، الذي قدم مشروع القانون إلى البرلمان، المعارضة بسبب ما زُعم من عدم إثارة مخاوف عندما جرى إدراج إجراءات مماثلة في أعمال مختلفة في الماضي. كانت العلاقات المتوترة بين المشرف على الانتخابات محمد سنيم والمعارضة مصدر قلق واسع النطاق من أن دافع الحكومة وراء توسيع صلاحيات سنيم كان الإضرار بأحزاب المعارضة.

## البرنامج الزمني
| تاريخ                     | حدث                                                                          |
| ------------------------- | ---------------------------------------------------------------------------- |
| 30 أكتوبر 2022 (الأحد)    | أعلن رئيس الوزراء فرانك بينيماراما عن إجراء الانتخابات في 14 ديسمبر 2022.    |
| 30 أكتوبر 2022 (الأحد)    | قام الرئيس ويليام كاتونيفير بعد ذلك بحل البرلمان.                            |
| 31 أكتوبر 2022 (الإثنين)  | أصدر الرئيس ويليام كاتونيفيري أمر الانتخاب للجنة الانتخابية.                 |
| 1 نوفمبر 2022 (الثلاثاء)  | فتح باب الترشيحات.                                                           |
| 14 نوفمبر 2022 (الإثنين)  | إغلاق باب الترشيح.                                                           |
| 23 نوفمبر 2022 (الأربعاء) | إغلاق تطبيق التصويت البريدي.                                                 |
| 5 ديسمبر 2022 (الإثنين)   | بدأ التصويت قبل الاقتراع.                                                    |
| 9 ديسمبر 2022 (الجمعة)    | انتهاء التصويت قبل الاقتراع.                                                 |
| 12 ديسمبر 2022 (الإثنين)  | بدأ الصمت الانتخابي في الساعة 7.30 صباحًا لمدة 48 ساعة قبل يوم الانتخابات.    |
| 14 ديسمبر 2022 (الأربعاء) | يوم الانتخابات - فتحت مراكز الاقتراع من الساعة 7.30 صباحا حتى الساعة 6 مساءا |
| 17 ديسمبر 2022 (السبت)    | نشر نتائج الانتخابات النهائية.                                               |

## الأحزاب
يتنافس في الانتخابات العامة اجمالى 342 مرشحا من تسعة أحزاب سياسية واثنين من المرشحين المستقلين. 56 من إجمالي المرشحين هم من النساء.
| حزب                                  | قائد              | مرشحين | مقاعد 2018  |
| ------------------------------------ | ----------------- | ------ | ----------- |
| فيجي أولا                            | فرانك باينيماراما | 55     | 27 / 51     |
| الحزب الاشتراكي الديمقراطي الليبرالي | فيليام جافوكا     | 54     | 21 / 51     |
| حزب الفيدرالية الوطني                | بيمان براساد      | 54     | 3 / 51      |
| حزب الوحدة فيجي                      | Savenaca Narube   | 38     | 0 / 51      |
| حزب العمال فيجي                      | ماهيندرا شودري    | 42     | 0 / 51      |
| تحالف الشعب                          | سيتيفيني رابوكا   | 55     | لم يؤسس بعد |
| نحن نتحد                             | روفيني نادالو     | 20     | لم يؤسس بعد |
| حزب الجيل الجديد                     | فارينافا تيكو     | 5      | لم يؤسس بعد |
| حزب كل الشعب                         | Tuiloma Tawaivuna | 14     | لم يؤسس بعد |
| مستقلون                              | 2                 | 0 / 51 |             |

## الحملة الانتخابية
في 17 مارس 2022، أعلنت مفوضية الانتخابات أن فترة الحملة الانتخابية ستبدأ في 26 أبريل 2022 وتنتهي قبل يومين من يوم الانتخابات. وشملت القضايا الرئيسية بين الناخبين التوترات العرقية بين سكان فيجي الأصليين والهنود الفيجيين وكذلك موضوع الفقر. كما أن من القضايا المهمة الأخرى موضوع الدَين الوطني، الذي شكل في عام 2022 80 ٪ من الناتج المحلي الإجمالي للبلاد والاقتصاد المتعثر. ألقت حكومة حزب فيجي أولًا باللوم على جائحة كورونا كسبب في الركود الاقتصادي، بينما جادلت المعارضة بأن الاقتصاد كان في حالة يرثى لها مسبقًا. كان منع المزيد من الانقلابات يمثل أولوية رئيسية بين الناخبين، والتي عانت البلاد من أربعة منها منذ الاستقلال. في 6 ديسمبر 2022، أعلن اللواء جون كالونيواي أن الجيش سيحترم نتائج الانتخابات بغض النظر عن الفائزين.

### فيجي أولا
حزب فيجي أولًا الحاكم، الذي يتولى السلطة منذ عام 2014، بقيادة رئيس الوزراء فرانك باينيماراما. نادرا ما يقوم باينيماراما بالإدلاء بخطب غير مكتوبة في الأماكن العامة. وهكذا، ينظر العديد من الناخبين والمعلقين السياسيين إلى المدعي العام سيد خيوم، الذي يظهر كثيرًا في الأماكن العامة، على أنه الشخصية الرئيسية للحزب. سلط الحزب الضوء على سجله في الحكومة وركز على خلق فرص العمل، وخاصة للشباب، وسعى إلى زيادة الإنفاق على صناعة السياحة والحفاظ على البيئة. سعى باينيماراما إلى أن يصبح رئيس وزراء فيجي الأطول خدمة. في 16 نوفمبر، نظم حزب فيجي أولًا مسيرة حملته الانتخابية في ناوسوري مع الأمين العام للحزب سيد خيوم حث فيها أنصاره على التصويت لصالح باينيماراما.

### سوديلبا
أصدر حزب SODEPLA بيانه في سبتمبر 2022. تضمن برنامج الحزب، بقيادة فيليام جافوكا، شؤون السكان الأصليين والصحة والتعليم. كما تعهد الحزب بزيادة الميزانية المخصصة للقطاع الزراعي من 64 مليون دولار أمريكي إلى 225 مليون دولار أمريكي وزيادة الإنفاق على وزارة شؤون السكان الأصليين إيتاوكي إلى 159 مليون دولار أمريكي. كما أعلن زعيم الحزب عن نيته تنفيذ إعفاء الطلاب من الديون. استبعد جافوكا الدخول في ائتلاف مع حزبي تحالف الشعب والحزب الوطني، ويرجع ذلك جزئيًا إلى رفضه التعاون مع براساد أو رابوكا. كان جافوكا واثقًا من أن حزبه سيفوز بانتصار تام. رفض الحزب التحالف مع حزبي الوحدة وفيجي أولًا، على الرغم من أن جافوكا ظل منفتحًا على العمل مع تلك الأحزاب إذا احتاجوا إلى تشكيل حكومة ائتلافية. انتقد المعارض السابق فيليبي توساوا حزب سوديلبا لإدراجه ثلاثة جنود سابقين شاركوا في انقلاب 2006 على قائمة الحزب.

### تحالف الشعب
وعد حزب تحالف الشعب PA بزعامة سيتيفيني رابوكا بتشكيل لجنة للحقيقة والمصالحة "لتضميد الآلام والندوب" التي سببتها الانقلابات السابقة. كما وعد الحزب بإزالة وكالة مكافحة الفساد في البلاد FICAC واستعادة انتخابات الحكومة المحلية في غضون 100 يوم إذا جرى انتخابه. أعلن رابوكا أن الحكومة الائتلافية بين حزبه وحزب NFP ستعفي الطلاب من الديون وتحسن العلاقات الحكومية مع جامعة جنوب المحيط الهادئ الإقليمية (USP). كما انتقد سيد خيوم لمحاولته "قمع" الجامعة.
في 6 ديسمبر، اتُهم نائبا زعيم حزب "تحالف الشعب"، ليندا تابويا ودان لوبيندان، بشراء الأصوات وخرق قواعد الحملة الانتخابية. وأدان رابوكا الاعتقالات ووصفها بأنها محاولة لعرقلة حملتهم الانتخابية.

### الاتحاد الفيدرالي الوطنيNFP
وعد حزب الاتحاد الفيدرالي الوطني مع حزب تحالف الشعب "بخفض الرواتب والعلاوات الوزارية على الفور بمقدار الثلث". كما وعد بإلغاء قانون iTaukei Land Trust لعام 2021 و"بدأ العمل في المشاورات الوطنية حول الصحة والتعليم والفقر والاقتصاد".

### حزب العمال FLP
قاد رئيس الوزراء السابق ماهيندرا تشودري، الذي حكم من 1999 حتى الإطاحة به في 2000 انقلاب، حزب العمال FLP في الانتخابات. وركزت منصة الحزب بشكل أساسي على النمو الاقتصادي، بما في ذلك التنمية الزراعية وسداد الدين الوطني لمنع فيجي من أن ينتهي بها الأمر إلى أزمة اقتصادية كما هو الحال في سريلانكا. كما وعد الحزب بتعزيز صناعة السكر في فيجي وإنشاء وزارة للبنية التحتية. في نوفمبر 2022، أعلنت نائبة رئيس الحزب مونيكا راغوان أن الحزب مستعد للتحالف مع أي أحزاب أخرى متنافسة باستثناء حزب فيجي أولًا. زعمت رغوان أنه لا توجد أحزاب تعتزم تشكيل ائتلاف مع حزب فيجي أولاً لأنها أصرت على أن الناخبين يريدون "التغيير".

### حزب كل الناس
هو حزب جرى تشكيله حديثًا بقيادة القس تويلوما تاوايفونا، وقد وصفت FBC News الحزب بأنه يدعو إلى الثيوقراطية، بسبب سياساته المتطرفة مثل الدعوة لترك الأمم المتحدة والانضمام إلى كومنولث إسرائيل بدلاً من ذلك، ومطالبة جميع الشركات بالتخلي عن عُشر أموالها (ضريبة العشر). كما وعد الحزب بإعادة العقاب البدني وإطلاق سراح السجناء الذين يقضون عقوبة السجن مدى الحياة إحياءً للذكرى الخمسين لاستقلال البلاد.

## الإجراءات
بدأ الاقتراع المسبق في 6 ديسمبر على أن ينتهي في 9 ديسمبر. أعلن المشرف على الانتخابات سنيم في 8 ديسمبر أن مكتب الانتخابات سيوفر النقل المجاني للناخبين. وأعلن مكتب الانتخابات عن حضور 97 مراقبا من 16 دولة من بينهم منظمتان إقليميتان لمراقبة العملية الانتخابية. في 12 ديسمبر، بدأ الصمت الانتخابي، حيث طُلب من المرشحين إزالة جميع مواد الحملة المرئية في الأماكن العامة ؛ وينتهي الصمت الانتخابي بمجرد إغلاق مراكز الاقتراع يوم الانتخابات. في 13 ديسمبر، أعلن مكتب الانتخابات عن تغييرات في 16 مركز اقتراع في جميع أنحاء البلاد بسبب "أسباب قاهرة ". كان أحد مراكز الاقتراع مدرسة ابتدائية في سوفا دُمرت في حريق وقع يوم 12 ديسمبر ؛ وكشف التحقيق أن الحريق كان متعمدًا.
في يوم الانتخابات، بدأ التصويت في الساعة 7:30 صباحا بالتوقيت المحلي (التوقيت العالمي + 12: 00). واجه بعض الناخبين صعوبة في العثور على الطابور الصحيح في مراكز الاقتراع، حيث ادعى العديد منهم أن التعليمات تفتقر إلى الوضوح. وردا على ذلك، أكد مشرف الانتخابات سنيم للناخبين أنه يمكنهم اختيار إرسال بطاقة الناخبين الخاصة بهم إلى موظفي الاقتراع وتلقي المعلومات الأساسية. وقال إن جميع مراكز الاقتراع في جميع أنحاء البلاد تعمل بشكل كامل بحلول الساعة 9 صباحا. اختتم التصويت الساعة 6 مساء; ومع ذلك، سُمح للأفراد الذين لم يصوتوا ولكنهم كانوا ينتظرون في مراكز الاقتراع قبل الساعة 6 مساء بالإدلاء بأصواتهم. ونُشر أكثر من ألف ضابط شرطة في جميع أنحاء البلاد لمساعدة مكتب الانتخابات في عملياته وكذلك لضمان الأمن لمركز الفرز والنتائج في البلاد.

## النتائج
بدأ العد في مراكز الاقتراع في جميع أنحاء البلاد بعد إغلاق صناديق الاقتراع في الساعة 6:00 مساءً بالتوقيت المحلي (5:00 مساءً بتوقيت شرق الولايات المتحدة، 7:00 مساءً بتوقيت نيوزيلندا) في 14 ديسمبر. أُعلنت النتائج الأولية تدريجياً حتى الساعة 7:00 من صباح اليوم التالي.
أظهرت النتائج النهائية التي صدرت في 18 ديسمبر عدم تمكن أي حزب من تأمين أغلبية برلمانية، مما أدى إلى احتمال وجود حكومة ائتلافية في فيجي لأول مرة منذ دستور فيجي 2013.
|                                 |                                       |         |        |         |      |
| الحزب                           | الحزب                                 | الأصوات | %      | المقاعد | +/–  |
|                                 | فيجي أولا                             | 200٬246 | 42.55  | 26      | –1   |
|                                 | تحالف الشعب ‏                          | 168٬581 | 35.82  | 21      | جديد |
|                                 | حزب الفيدرالية الوطني                 | 41٬830  | 8.89   | 5       | +2   |
|                                 | الحزب الاشتراكي الديمقراطي الليبرالي ‏ | 24٬172  | 5.14   | 3       | –18  |
|                                 | حزب الوحدة ‏                           | 13٬100  | 2.78   | 0       | 0    |
|                                 | حزب العمال ‏                           | 12٬704  | 2.70   | 0       | 0    |
|                                 | نحن نتحد                              | 6٬070   | 1.29   | 0       | جديد |
|                                 | حزب كل الشعب                          | 2٬638   | 0.56   | 0       | جديد |
|                                 | حزب الجيل الجديد                      | 964     | 0.20   | 0       | جديد |
|                                 | مستقلون                               | 279     | 0.06   | 0       | 0    |
| المجموع                         | المجموع                               | 470٬584 | 100.00 | 55      | +4   |
|                                 |                                       |         |        |         |      |
| الأصوات الصحيحة                 | الأصوات الصحيحة                       | 470٬584 | 99.30  |         |      |
| الأصوات الباطلة والفارغة        | الأصوات الباطلة والفارغة              | 3٬326   | 0.70   |         |      |
| مجموع الأصوات                   | مجموع الأصوات                         | 473٬910 | 100.00 |         |      |
| الناخبين المسجلين ومعدل الإقبال | الناخبين المسجلين ومعدل الإقبال       | 693٬915 | 68.30  |         |      |
| المصدر: FEO                     |                                       |         |        |         |      |